# الفورة المدية

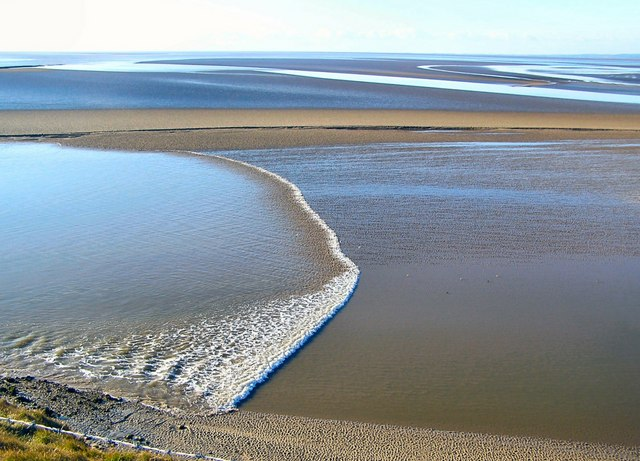
الفورة المدية في خليج موركامب بالمملكة المتحدة.

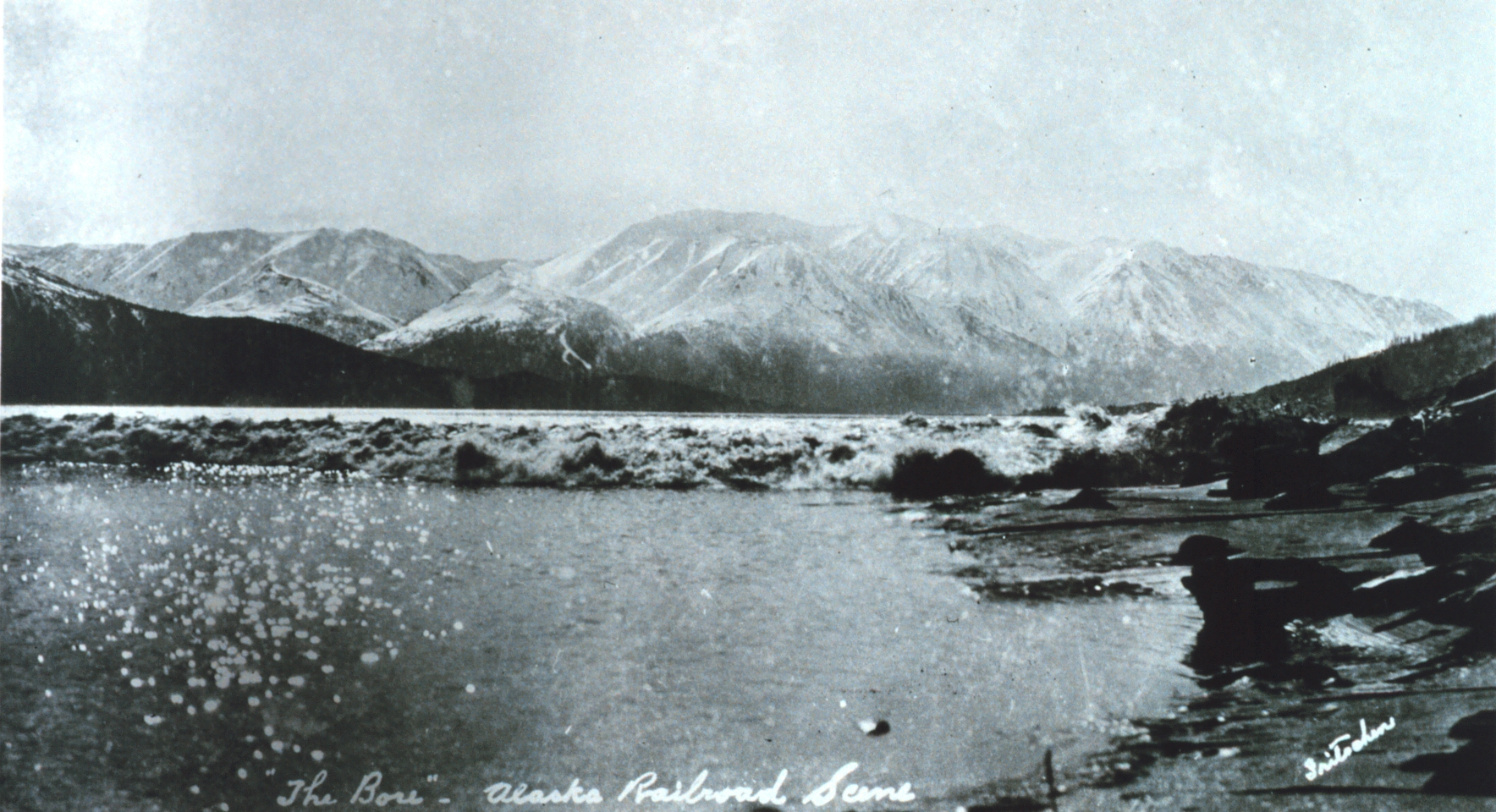
صور للظاهرة في ألاسكا

الفورة المدية أو ظاهرة المد العظيم (بالإنجليزية:Tidal bore،بالصينية:大潮浪） تحدث بسبب التوتر بين قوة دفع النهر وأمواج المحيط، وهي عبارة عن موجة مدية قوية تتدفق سريعا من البحر لمصب النهر عدة مرات في السنة، ويحدث في أوج عنفوانها أن تدخل لمسافات بعيد في المضائق ومصاب الأنهار محدثة دويًا وصخبًا. تحدث هذه الظاهرة في بعض المصبات والأنهار، ولكن نهر الأمازون من أعلى وأسرع الأنهار التي تحدث به هذه الظاهرة، ثم يليه في القوة نهر تشيانتانغ في الصين.